# Trein vermist of De ring van Möbius
Trein vermist of De ring van Möbius is een hoorspel naar het sciencefictionverhaal A Subway Named Mobius (1950) van A.J. Deutsch. Het werd bewerkt door Guus Baas en door de KRO uitgezonden op vrijdag 2 augustus 1968 (met een herhaling op dinsdag 15 augustus 1972). De regisseur was Léon Povel. Het hoorspel duurde 39 minuten.
In de roman De Onderbreking (2009), de vijfde roman van Thomas van Aalten, wordt het hoorspel letterlijk genoemd door het personage Harry, die aan hoofdpersoon Victor uitlegt wat een ring van Möbius is.

## Rolbezetting
- Jan Borkus (Bobby)
- Rob Geraerds (de directeur)
- Tine Medema (Eva)
- Huib Orizand (de professor)
- Cees van Ooyen (Hans)
- Paul van der Lek (Pelzer)
- Harry Bronk (Jan)
- Jan Wegter, Herman van Eelen, Floor Koen & Han König (verdere medewerkenden)

## Inhoud
De principes van de verbindbaarheid stellen dat als binnen een systeem onderlinge verbindingen worden gemaakt, de verbindbaarheid van dat systeem op exponentiële wijze kan toenemen tot schrikbarende niveaus. De ondergrondse was jarenlang in complexiteit blijven toenemen. Hij was inderdaad zo complex geworden dat de beste wiskundigen de verbindbaarheid ervan niet konden berekenen. Toen verdween de eerste trein. Het systeem was gesloten, dus kon hij niet naar ergens elders gereden zijn, maar toen al de treinstellen geteld waren, had men hem nog steeds niet kunnen vinden. De onderzoekers zagen af en toe wel een rood licht, wachtten nieuwsgierig en hoorden in de verte een trein passeren, soms zo dichtbij dat het net achter de volgende bocht leek te gebeuren. Waar was de trein? Wat gebeurde er met de passagiers? Professor Van Balen heeft een theorie...